# Лаптев, Денис Игоревич
Дени́с И́горевич Ла́птев (бел. Дзяніс Ігаравіч Лапцеў; род. 1 августа 1991[…], Мозырь, Гомельская область) — белорусский футболист, нападающий.

## Клубная карьера
В первой половине 2010 года играл в аренде в «Вертикали» из Калинкович. Позже в этом же году играл за «Славию». В 2011 году выходил на замену, а в 2012 — потерял место в основном составе.
Сезон 2013, как и предыдущий, начинал на скамейке запасных и обычно выходил на замену в конце матча. Но позже, после того как в июне команду покинул основной нападающий Андрей Шеряков, стал выступать в стартовом составе. Отлично провёл летний период чемпионата — «Славия» начала набирать очки, а Лаптев стал главной силой мозырян и забивал в каждом втором матче. После возвращения в клуб Романа Волкова стал чередоваться с ним на позиции нападающего, и конец сезона провёл уже не так уверенно, а «Славия» выбыла в первую лигу. Тем не менее, Лаптев с 9 голами стал лучшим бомбардиром клуба и одним из лучших в чемпионате.
В январе 2014 года пытался трудоустроиться в Казахстане, проходил просмотр в карагандинском «Шахтёре» и кызылордском «Кайсаре». Однако в итоге в феврале 2014 года вернулся в «Славию», в составе которой начал сезон 2014 в Первой лиге. В составе мозырян стал основной ударной силой в сезоне 2014. Помог «Славии» вернуться в Высшую лигу, забив за сезон 23 мяча и став лучшим бомбардиром первой лиги. В конце сезона интерес к нападающему стали проявлять минское «Динамо» и солигорский «Шахтёр».
В январе 2015 года прибыл на просмотр в минское «Динамо», вместе с основной командой которого отправился на сбор в Турцию. По итогам сбора «Динамо» решило не предлагать контракт нападающему. В результате в феврале 2015 года Лаптев присоединился к «Славии» на сборе в Пинске и остался в Мозыре на сезон 2015.
В составе «Славии» остался основным нападающим и в высшей лиге. Скоро стал отмечаться голами и вскоре возглавил список бомбардиров чемпионата. В июне интерес к Лаптева стал проявлять пермский «Амкар». Однако, Лаптев отказался проходить просмотр, и 30 июня стало известно о переходе нападающего в состав клуба российской ФНЛ «Тосно». На следующий день «Славия» дала разрешение на трансфер, который должен был состояться 5 июля. 4 июля Лаптев провёл свой последний матч за мозырьский клуб, когда «Славия» дома сыграла с гродненским «Неманом» 0:0. Всего за половину сезон 2015 сыграл 13 матчей в Высшей лиге и забил 9 голов. 5 июля было официально объявлено о подписании Лаптевым клубом «Тосно». Закрепиться в основе нового клуба не сумел, а в августе получил шестиматчевую дисквалификацию за участие в драке. После возвращения на поле 19 октября ознаменовался первым голом за «Тосно», которым помог победить «Балтику» (3:1).
8 февраля 2016 года стало известно о возвращении Лаптева в «Славию» на правах аренды. За первую половину сезона 2016 забил 3 гола в 15 матчах. В июле 2016 года по окончании срока аренды покинул «Славию» и вскоре присоединился к солигорскому «Шахтёру». Во второй половине сезона 2016 забил за «Шахтёр» 6 голов в чемпионате и помог команде завоевать серебряные медали. В декабре 2016 года был выкуплен солигорцами у «Тосно».
В сезоне 2017 был одним из основных нападающих солигорцев, чередовал выходы в стартовом составе и на замену. С 10 голами в чемпионате Беларуси стал лучшим бомбардиром команды в сезоне.
В первой половине сезона 2018 выходил на замену, а с августа закрепился в стартовом составе «Шахтёра». 21 ноября 2018 года отметился дублем в матче против борисовского БАТЭ (3:0). С 14 голами во всех турнирах стал лучшим бомбардиром команды, повторив успех предыдущего сезона. В декабре 2018 года по окончании контракта покинул клуб.
В январе 2019 года стал игроком бресткого «Динамо». Стал основным нападающим команды, в сезоне 2019 с 12 голами был одним из лучших бомбардиров команды и помог ей стать чемпионом Беларуси. Оставался основным игроком и в сезоне 2020, отметился 11 голами в Высшей лиге.
В январе 2021 года перешёл в другой брестский клуб — «Рух». Закрепился в основе команды, играл преимущественно в стартовом составе, иногда выходил на замену. С 9 голами стал лучшим бомбардиром «Руха» в сезоне.
В январе 2022 года подписал контракт с московским «Торпедо», который рассчитан на 1.5 года.
В феврале 2023 года перешёл в борисовский БАТЭ. В декабре 2023 года покинул клуб.
3 января 2024 года подписал соглашение с клубом «Торпедо-БелАЗ».
4 февраля 2025 года вернулся в «Динамо-Брест». 15 августа контракт прекращён по соглашению сторон. В Высшей лиге 2025 провёл за динамовцев 8 матчей, в которых не набирал очков.

## Карьера в сборной
В июне 2015 года был впервые вызван в национальную сборную Беларуси вместо травмированного Михаила Гордейчука. 7 июня дебютировал за национальную сборную, выйдя на замену на 73-й минуте товарищеского матча против сборной России (2:4).

## Статистика выступлений

### Клубная
| Выступление          | Выступление      | Выступление      | Лига | Лига | Кубки | Кубки | Еврокубки | Еврокубки | Итого | Итого |
| Клуб                 | Лига             | Сезон            | Игры | Голы | Игры  | Голы  | Игры      | Голы      | Игры  | Голы  |
| -------------------- | ---------------- | ---------------- | ---- | ---- | ----- | ----- | --------- | --------- | ----- | ----- |
| Славия-Мозырь        | Первая лига      | 2010             | 10   | 1    | 0     | 0     | —         | —         | 10    | 1     |
| Славия-Мозырь        | Первая лига      | 2011             | 27   | 4    | 1     | 0     | —         | —         | 28    | 4     |
| Славия-Мозырь        | Высшая лига      | 2012             | 5    | 1    | 1     | 0     | —         | —         | 6     | 1     |
| Славия-Мозырь        | Высшая лига      | 2013             | 23   | 9    | 2     | 3     | —         | —         | 25    | 12    |
| Славия-Мозырь        | Первая лига      | 2014             | 28   | 23   | 1     | 0     | —         | —         | 29    | 23    |
| Славия-Мозырь        | Высшая лига      | 2015             | 13   | 9    | 0     | 0     | —         | —         | 13    | 9     |
| Славия-Мозырь        | Итого            | Итого            | 106  | 47   | 5     | 3     | —         | —         | 111   | 50    |
| → Вертикаль          | Вторая лига      | 2010             | 15   | 6    | 0     | 0     | —         | —         | 15    | 6     |
| → Вертикаль          | Итого            | Итого            | 15   | 6    | 0     | 0     | —         | —         | 15    | 6     |
| Тосно                | ФНЛ              | 2015/16          | 14   | 1    | 3     | 0     | —         | —         | 17    | 1     |
| Тосно                | Итого            | Итого            | 14   | 1    | 3     | 0     | —         | —         | 17    | 1     |
| → Славия-Мозырь      | Высшая лига      | 2016             | 15   | 3    | 0     | 0     | —         | —         | 15    | 3     |
| → Славия-Мозырь      | Итого            | Итого            | 15   | 3    | 0     | 0     | —         | —         | 15    | 3     |
| → Шахтёр (Солигорск) | Высшая лига      | 2016             | 14   | 6    | 7     | 5     | 2         | 1         | 23    | 12    |
| → Шахтёр (Солигорск) | Итого            | Итого            | 14   | 6    | 7     | 5     | 2         | 1         | 23    | 12    |
| Шахтёр (Солигорск)   | Высшая лига      | 2017             | 29   | 10   | 4     | 1     | 2         | 0         | 35    | 11    |
| Шахтёр (Солигорск)   | Высшая лига      | 2018             | 26   | 12   | 2     | 1     | 4         | 1         | 32    | 14    |
| Шахтёр (Солигорск)   | Итого            | Итого            | 55   | 22   | 6     | 2     | 6         | 1         | 67    | 25    |
| Динамо-Брест         | Высшая лига      | 2019             | 29   | 12   | 7     | 1     | —         | —         | 36    | 13    |
| Динамо-Брест         | Высшая лига      | 2020             | 26   | 11   | 3     | 2     | 0         | 0         | 29    | 13    |
| Динамо-Брест         | Итого            | Итого            | 55   | 23   | 10    | 3     | 0         | 0         | 65    | 26    |
| Рух                  | Высшая лига      | 2021             | 28   | 9    | 1     | 0     | —         | —         | 29    | 9     |
| Рух                  | Итого            | Итого            | 28   | 9    | 1     | 0     | —         | —         | 29    | 9     |
| Торпедо (Москва)     | Первый дивизион  | 2021/22          | 13   | 5    | 0     | 0     | —         | —         | 13    | 5     |
| Торпедо (Москва)     | РПЛ              | 2022/23          | 4    | 0    | 5     | 1     | —         | —         | 9     | 1     |
| Торпедо (Москва)     | Итого            | Итого            | 17   | 5    | 5     | 1     | —         | —         | 22    | 6     |
| БАТЭ                 | Высшая лига      | 2023             | 24   | 8    | 4     | 6     | 6         | 3         | 34    | 17    |
| БАТЭ                 | Итого            | Итого            | 24   | 8    | 4     | 6     | 6         | 3         | 34    | 17    |
| Торпедо-БелАЗ        | Высшая лига      | 2024             | 13   | 1    | 5     | 0     | 0         | 0         | 18    | 1     |
| Торпедо-БелАЗ        | Итого            | Итого            | 13   | 1    | 5     | 0     | 0         | 0         | 18    | 1     |
| Динамо-Брест         | Высшая лига      | 2025             | 8    | 0    | 3     | 0     | 0         | 0         | 11    | 0     |
| Динамо-Брест         | Итого            | Итого            | 8    | 0    | 3     | 0     | 0         | 0         | 11    | 0     |
| Всего за карьеру     | Всего за карьеру | Всего за карьеру | 364  | 131  | 49    | 20    | 14        | 5         | 427   | 156   |

### Матчи за сборную
| Матчи Лаптева за сборную Беларуси | Матчи Лаптева за сборную Беларуси | Матчи Лаптева за сборную Беларуси | Матчи Лаптева за сборную Беларуси | Матчи Лаптева за сборную Беларуси | Матчи Лаптева за сборную Беларуси |
| №                                 | Дата                              | Оппонент                          | Счёт                              | Голы                              | Соревнование                      |
| --------------------------------- | --------------------------------- | --------------------------------- | --------------------------------- | --------------------------------- | --------------------------------- |
| 1                                 | 7 июня 2015                       | Россия                            | 4:2                               | —                                 | Товарищеский матч                 |
| 2                                 | 9 ноября 2016                     | Греция                            | 0:1                               | —                                 | Товарищеский матч                 |
| 3                                 | 13 ноября 2016                    | Болгария                          | 1:0                               | —                                 | Отборочные матчи ЧМ-2018          |
| 4                                 | 8 июня 2017                       | Швейцария                         | 1:0                               | —                                 | Товарищеский матч                 |
| 5                                 | 9 июня 2017                       | Болгария                          | 2:1                               | —                                 | Отборочные матчи ЧМ-2018          |
| 6                                 | 12 июня 2017                      | Новая Зеландия                    | 1:0                               | —                                 | Товарищеский матч                 |
| 7                                 | 31 августа 2017                   | Люксембург                        | 1:0                               | —                                 | Отборочные матчи ЧМ-2018          |
| 8                                 | 9 ноября 2017                     | Армения                           | 4:1                               | —                                 | Товарищеский матч                 |
| 9                                 | 13 ноября 2017                    | Грузия                            | 2:2                               | —                                 | Товарищеский матч                 |
| 10                                | 23 марта 2018                     | Азербайджан                       | 0:1                               | —                                 | Товарищеский матч                 |
| 11                                | 6 июня 2018                       | Венгрия                           | 1:1                               | —                                 | Товарищеский матч                 |
| 12                                | 9 июня 2018                       | Финляндия                         | 2:0                               | —                                 | Товарищеский матч                 |
| 13                                | 8 сентября 2018                   | Сан-Марино                        | 5:0                               | —                                 | Лига наций УЕФА 2018/2019         |
| 14                                | 11 сентября 2018                  | Молдова                           | 5:0                               | —                                 | Лига наций УЕФА 2018/2019         |
| 15                                | 12 октября 2018                   | Люксембург                        | 5:0                               | —                                 | Лига наций УЕФА 2018/2019         |
| 16                                | 21 марта 2019                     | Нидерланды                        | 4:0                               | —                                 | Отборочные матчи ЧЕ-2020          |
| 17                                | 24 марта 2019                     | Северная Ирландия                 | 2:1                               | —                                 | Отборочные матчи ЧЕ-2020          |
| 18                                | 8 июня 2019                       | Германия                          | 0:2                               | —                                 | Отборочные матчи ЧЕ-2020          |
| 19                                | 11 июня 2019                      | Северная Ирландия                 | 0:1                               | —                                 | Отборочные матчи ЧЕ-2020          |
| 20                                | 10 октября 2019                   | Эстония                           | 0:0                               | —                                 | Отборочные матчи ЧЕ-2020          |
| 21                                | 13 октября 2019                   | Нидерланды                        | 1:2                               | —                                 | Отборочные матчи ЧЕ-2020          |
| 22                                | 16 ноября 2019                    | Германия                          | 4:0                               | —                                 | Отборочные матчи ЧЕ-2020          |
| 23                                | 19 ноября 2019                    | Черногория                        | 2:0                               | —                                 | Товарищеский матч                 |
| 24                                | 23 февраля 2020                   | Узбекистан                        | 0:1                               | —                                 | Товарищеский матч                 |
| 25                                | 8 октября 2020                    | Грузия                            | 1:0                               | —                                 | Отборочные матчи ЧЕ-2020          |
| 26                                | 11 октября 2020                   | Литва                             | 2:2                               | —                                 | Лига наций УЕФА 2020/2021         |
| 27                                | 11 ноября 2020                    | Румыния                           | 5:3                               | —                                 | Товарищеский матч                 |
| 28                                | 18 ноября 2020                    | Албания                           | 3:2                               | —                                 | Лига наций УЕФА 2020/2021         |
| 29                                | 24 марта 2021                     | Гондурас                          | 1:1                               | —                                 | Товарищеский матч                 |
| 30                                | 27 марта 2021                     | Эстония                           | 4:2                               | —                                 | Отборочные матчи ЧМ-2022          |
| 31                                | 18 ноября 2023                    | Андорра                           | 1:0                               | 83′                               | Отборочные матчи ЧЕ-2024          |
| 32                                | 21 ноября 2023                    | Косово                            | 0:1                               | —                                 | Отборочные матчи ЧЕ-2024          |
| 33                                | 21 марта 2024                     | Черногория                        | 0:2                               | —                                 | Товарищеский матч                 |

Итого: 33 матча / 1 гол; 11 побед, 5 ничьих, 17 поражений.

## Достижения

### Командные
«Славия-Мозырь»
- Победитель Первой лиги: 2011
- Серебряный призёр Первой лиги: 2014
- Итого : 1 трофей

«Шахтёр» (Солигорск)
- Серебряный призёр чемпионата Беларуси (2): 2016, 2018
- Бронзовый призёр чемпионата Беларуси: 2017
- Финалист Кубка Беларуси: 2016/17

«Динамо-Брест»
- Чемпион Беларуси: 2019
- Обладатель Суперкубка Беларуси (2): 2019, 2020
- Финалист Кубка Беларуси: 2019/20
- Итого : 3 трофея

«Торпедо» (Москва)
- Победитель Первого дивизиона: 2021/22
- Итого : 1 трофей

БАТЭ
- Финалист Кубка Беларуси: 2022/23

«Торпедо-БелАЗ»
- Бронзовый призёр чемпионата Беларуси: 2024
- Обладатель Суперкубка Беларуси: 2024
- Итого : 1 трофей

### Личные
- Лучший бомбардир Первой лиги Беларуси: 2014